# Galega
- Commons
- Wikispecies

Galega é um género botânico pertencente à família Fabaceae.
O género possui 56 espécies descritas das quais 5 são aceites:
- Galega battiscombei (Baker f.) J.B.Gillett
- Galega lindblomii (Harms) J.B.Gillett
- Galega officinalis L.
- Galega orientalis Lam.
- Galega somalensis (Harms) J.B.Gillett

## Portugal
Em Portugal está referenciada uma espécie, Galega cirujanoi.

## Classificação do gênero
| Sistema | Classificação                      | Referência               |
| ------- | ---------------------------------- | ------------------------ |
| Linné   | Classe Diadelphia, ordem Decandria | Species plantarum (1753) |